# Hultsfreds kyrka

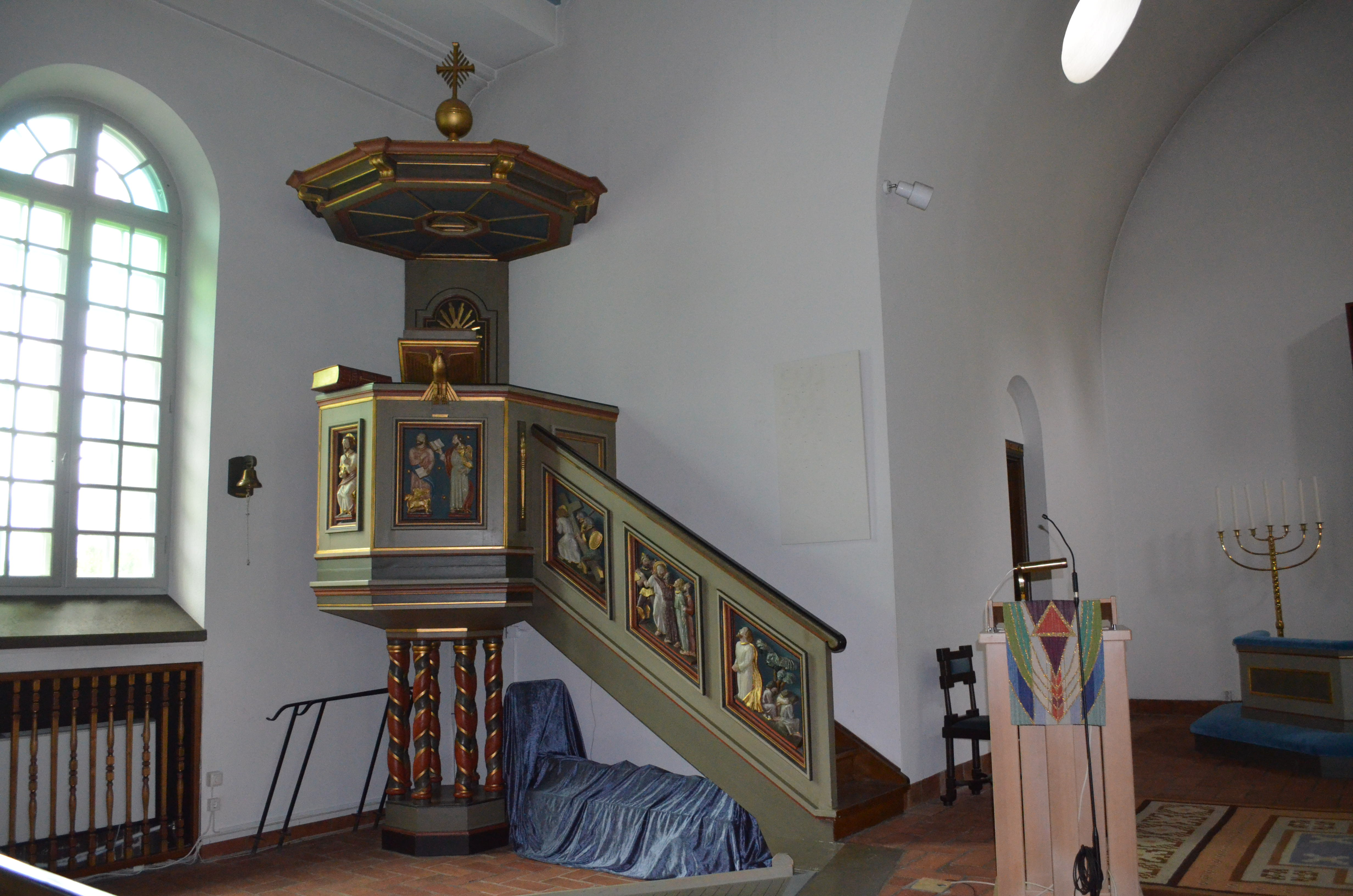
Predikstol

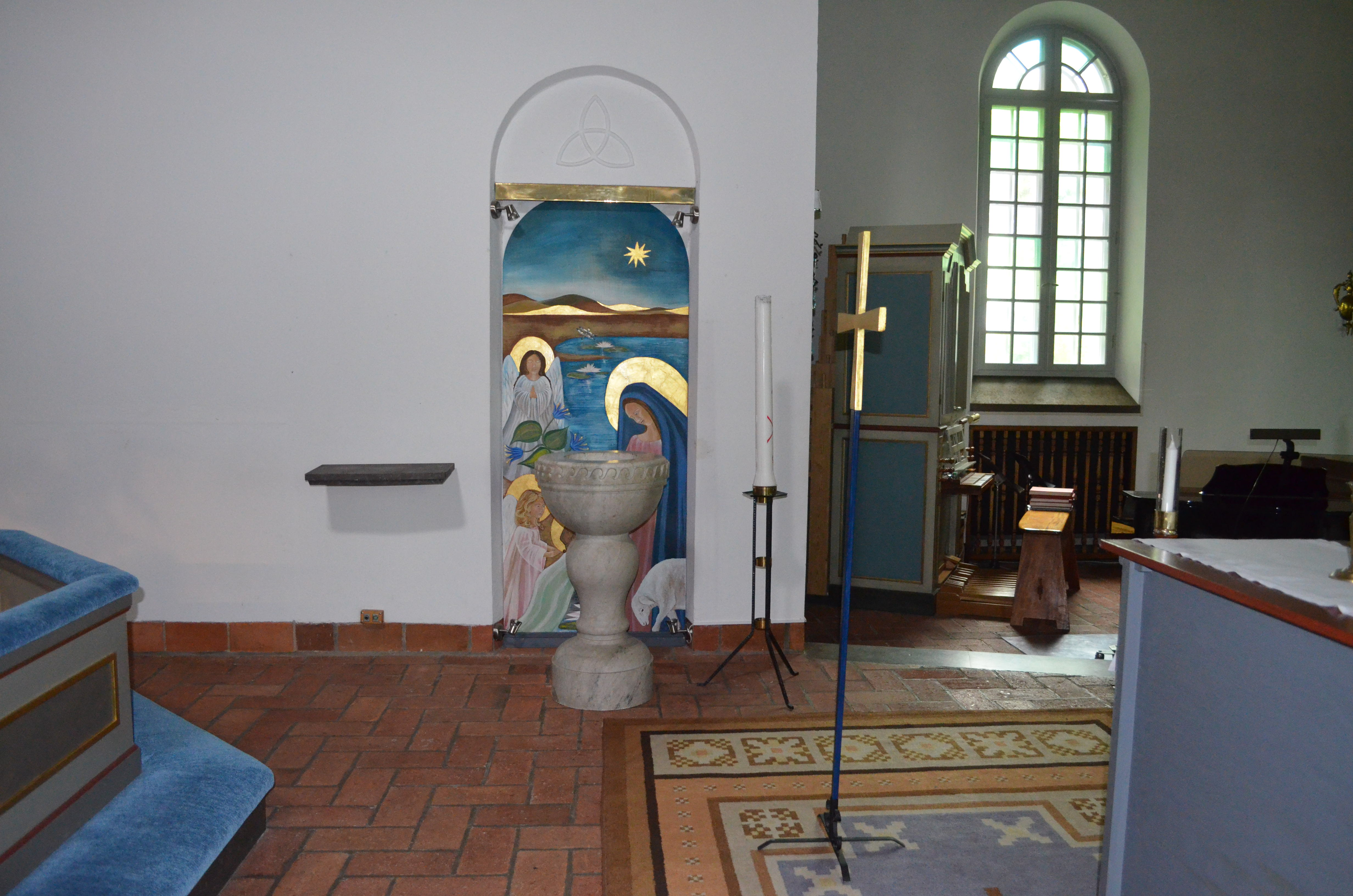
Dopfunt

Hultsfreds kyrka är en kyrkobyggnad i Hultsfred i Småland. Den tillhör Hultsfreds församling i Linköpings stift.
Kyrkan byggdes 1934–1936 efter ritningar av Elis Kjellin, och invigdes på Kristi himmelfärds dag 1936 av biskop Tor Andræ. På platsen fanns sedan 1920-talet ett gravkapell och en kyrkogård.

## Inventarier
För altaret och predikstolen stod konstnären Arvid Källström från Påskallavik. Altartavlan är tredelad med motiven Jesu dop, korsfästelse och himmelsfärd, och är gångjärnsförsedd så att den kan fällas ihop vertikalt, något som endast görs på långfredagen. Den bildar då ett kors i guld med röda kanter, mot svart bakgrund.

### Orgel
- 1936 bygger A. Mårtenssons Orgelfabrik, Lund, en orgel med 17 stämmor på två manualer och pedal.
- Den nuvarande orgeln med fasad är en mekanisk orgel byggd 1968 av Olof Hammarberg, Göteborg. 1974 sattes en tremulant in på bröstverket, 1976 sattes Rörskalmeja 4' i pedalen in och 1978 sattes Kvintadena 8' i Ryggpositiv in  av Västbo Orgelbyggeri, Långaryd.

| Ryggpositiv I | Huvudverk II      | Bröstverk III     | Pedal          | Koppel |
| Gedakt 8’     | Principal 8’      | Trägedakt 8'      | Subbas 16’     | I/P    |
| Kvintadena 8’ | Rörflöjt 8’       | Koppelflöjt 4'    | Principal 8’   | II/P   |
| Principal 4’  | Oktava 4’         | Principal 2'      | Gedakt 8'      | III/P  |
| Rörflöjt 4’   | Spetsflöjt 4’     | Sivflöjt 1'       | Oktava 4'      | I/II   |
| Gemshorn 2'   | Oktava 2'         | Cymbel 2 ch       | Nachthorn 2'   | III/II |
| Nasat 1 1⁄3’  | Sesquialtera 2 ch | Rankett 16'       | Mixtur 4 ch    |        |
| Scharf 3 ch   | Mixtur 4 ch       | Tremulant         | Fagott 16'     |        |
| Krumhorn 8'   | Trumpet 8'        | Crescendosvällare | Rörskalmeja 4' |        |
| Tremulant     |                   |                   |                |        |

#### Kororgel
1979 bygger Robert Gustavsson Orgelbygger, Härnösand, en mekanisk orgel. De delad stämmorna delar sig mellan c1/c#1.
| Manual              | Pedal      | Koppel  |
| Trägedackt 8’ B/D   | Subbas 16’ | Man/Ped |
| Gedacktflöjt 4’ B/D |            |         |
| Principal 2’        |            |         |
| Sedecima 1’         |            |         |
| Regal 8' B/D        |            |         |